# Броцени
Броце́ни (нім. Berghof) — місто в Латвії, розташоване в історичній області Курземе.

## Назва
- Броцени (латис. Brocēni;  вимова) — сучасна латвійська назва.
- Берггоф (нім. Berghof) — стара німецька назва місцевості.
- Бротцен (нім. Brotzen) — німецька назва залізничної станції.

## Історія
- Курляндська губернія